# 大山滝
大山滝（だいせんたき）は、鳥取県東伯郡琴浦町野井倉にある滝。日本の滝百選に選定されている。

## 概要
中国地方一の高峰である大山の東斜面、烏ヶ山と三鈷峰の中間にある地獄谷に位置し、加勢蛇川（かせちがわ）上流にある。滝は2段で構成され総落差42メートル、それぞれの落差は上段28メートル、下段14メートルである。滝はかつて3段であったが、1934年（昭和9年）の室戸台風による洪水で2段になった。
一向平（いっこうがなる）野営場までは車での乗り入れが可能だが、そこから先は遊歩道を30分程度歩くこととなる。遊歩道に滝見台がある。遊歩道の100メートル下にある滝壺まで降りることは可能であるが、急斜面でロープ・鎖を伝わなければならない。
遊歩道途中には鮎返りの滝、また、大山滝の上流には大休滝、野田ヶ滝などが点在する。

## アクセス
- JR山陰本線浦安駅から車で約20分の一向平野営場で下車、徒歩30分
- 車の場合は一向平野営場駐車場（無料）より徒歩30分